# دهيم (اسم)
دهيم هو اسم علم مذكر من أصل عربي، ومعناه هو الأسود، وأصله أدهم وأم دهيمة الاهية؛ قيل لها ذلك لإطلامها، ويقال للأحمق دهيمو.

## وصلات خارجية
- موسوعة السلطان قابوس لأسماء العرب نسخة محفوظة 5 أبريل 2019 على موقع واي باك مشين.